# Иван Ламбров
Иван Ламбров е български художник.

## Биография
Иван Ламбров е роден през 1963 г. в град Ямбол, България. Завършва Националната художествена академия „Н. Павлович“ – София, в класа на проф. Тома Върбанов, специалност „Стенопис“, към Факултета по изящни изкуства. Член е на Съюза на художниците в България.
Работата със стъкло го вдъхновява и непрекъснато добавя нови акценти в творчеството си чрез скулптури и картини в стъкло. Многобройните специализации в Германия и международните проекти, в които се включва, го титулуват като творец, който работи виртуозно в техниката на „стопено стъкло“.
През 1992 г. създава витражно студио „ИБИС Арт глас“. Автор е на витражи в много хотели, казина, ресторанти и клубове, обществени сгради и частни домове. Важно място в творческата палитра на Иван Ламбров заемат произведенията му от стъкло – стъклени картини и стъклени скулптури.
Сферите на творческа изява на художника са скулптура, витраж, живопис, акварел, мозайка и фреско. Негово дело са витражите на множество православни църкви в България, както и на единствената по рода си стъклена икона „Св. Богородица Елеуса“, разположена във водите на аязмото на Рибната църква „Св. Богородица – Благовещение“ в Асеновград.
Творецът има реализирани 17 самостоятелни изложби с живопис в България и чужбина,14 самостоятелни изложби от стъкло – картини и скулптури. Има и участие в над 65 общи изложби. Негови творби са притежание на Националната художествена галерия в София, както и на музеи и частни колекции в България и чужбина.
Иван Ламбров живее и работи в град Пловдив.

## Самостоятелни изложби

### Живопис
- 1991 - „Арт клуб галерия – Ямбол
- 1993 - Държавна художествена галерия – Пловдив
- 1994 - Галерия „Студио спектър“ – София
- 1994 - Галерия „Палитра“ – Пловдив
- 1994 - Държавна художествена галерия – Варна
- 1994 - Арт галерия „Кирил Кръстев“ – Ямбол
- 1995 – Държавна художествена галерия – Варна
- 1995 – Галерия „Тимкомпакт“ – Пловдив
- 1997 – Унгарски културен институт – София
- 1997 - Държавна художествена галерия – Сливен
- 1998 - Български културен институт – Будапеща
- 1999 - Български културен институт – Братислава
- 1999 - Български културен институт „Дом Витгенщайн“ – Виена
- 1999 - Галерия „Ромфея“ – Пловдив
- 2007 - Галерия „Аспект“ – Пловдив
- 2008 - Галерия „Аспект“ – Пловдив
- 2009 - Галерия „Кавалет“ – Варна

### Стъкло
- 2001 – Български културен институт – Будапеща
- 2003 - Галерия „Артин“ – Варна
- 2003 - Галерия „Неси“ – Бургас
- 2003 - Галерия „Жорж Папазов“ – Пловдив
- 2005 - Галерия „Неси“ – Бургас
- 2006 - Галерия „Аспект“ – Пловдив
- 2008 – Галерия 7 – Банско
- 2009 - Арт галерия за стъкло „Инхом“ – Варна
- 2009 - Галерия „Аспект“ – Пловдив
- 2010 - Галерия „Аспект“ – Пловдив
- 2011 - Галерия „Финес“ – София
- 2013 – Галерия „Жорж Папазов“[2][3] – Пловдив
- 2014 - Галерия „Дяков“[4] – Пловдив
- 2014 - Галерия „Икар“ – София